# Апарат штучної вентиляції легень
Апара́т шту́чної вентиля́ції леге́нь (апарат ШВЛ, апарат штучного дихання) — медичне обладнання, призначене для примусової подачі газової суміші (кисень і стиснене висушене повітря) до легень з метою насичення крові киснем і виведення з легень вуглекислого газу.
Апарат ШВЛ може використовуватись як для інвазивної (через інтубаційну трубку, введену до дихальних шляхів пацієнта або через трахеостому), так і для неінвазивної штучної вентиляції легень — через маску.
Апарат ШВЛ може бути як ручним (мішок Амбу), так і механічним. Стиснене повітря та кисень для пневможивлення механічного апарата можуть подаватись як із центральної системи газопостачання медичного закладу або балону стисненого повітря (при транспортуванні), так і з індивідуального мінікомпресора (реальність у пострадянських країнах) і кисневого концентратора. При цьому суміш газів повинна зігріватись і зволожуватись перед подачею пацієнтові.
Сучасні апарати ШВЛ є вкрай високотехнологічним медичним обладнанням. Вони забезпечують респіраторну підтримку пацієнта як за об'ємом, так і за тиском.
На тепер[коли?] найдосконалішою технологією синхронізації апарата ШВЛ з пацієнтом є технологія нейроконтрольованої вентиляції легень, коли сигнал, що йде з дихального центру довгастого мозку діафрагмальним нервом до діафрагми, фіксується спеціальними високочутливими датчиками, розміщеними в ділянці переходу стравоходу до шлунка (ділянка кардії).
Апарат високочастотної струменевої ШВЛ може забезпечувати як власне високочастотну струменеву ШВЛ, так і поєднану. При цьому використовується контроль за тиском для запобігання баротравмі легень. Сучасний апарат високочастотної струменевої ШВЛ повинен мати вбудований роликовий зволожувач і вбудовану систему зігрівання газової суміші для запобігання тяжким ускладненням з боку дихальних шляхів. Обов'язковою є можливість дозування кисню та контроль обсягу вуглекислого газу у вдихуваному повітрі. Апарат ШВЛ був винайдений Філіпом Дрінкером і Луїсом Аґассізом Шовом-молодшим 1927 року.

## Класифікація

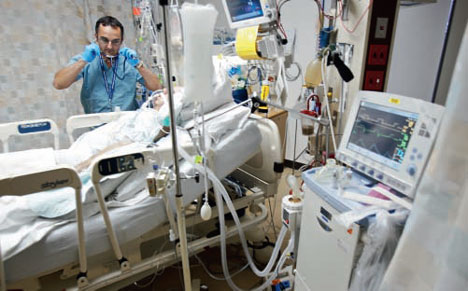
Апарат ШВЛ на посту відділення реанімації

Класифікація апаратів штучної вентиляції легень розроблена відповідно до ГОСТ 18856-81.
Поділ апаратів ШВЛ за шириною функціональних можливостей та віком пацієнта:
- для дорослих і дітей старших 6 років
  - 1 група
  - 2 група
  - 3 група
- для дітей віком до 6 років
  - 4 група
- для новонароджених і дітей першого року життя
  - 5 група

Поділ апаратів ШВЛ за приводом та управлінням:
- з електроприводом
  - пневмомеханічне управління
  - електронне управління
  - ручне управління
- з пневмоприводом
  - пневмомеханічне управління
  - електронне управління
  - ручне управління
- з ручним приводом

Поділ апаратів ШВЛ за призначенням
- апарати ШВЛ загального призначення
- апарати ШВЛ спеціального призначення

Апарати ШВЛ загального призначення:
- тривала або повторно-короткочасна ШВЛ для дорослих і дітей старших 6 років
  - відділення інтенсивної терапії та реанімації, післяопераційні відділення та палати (1, 2, 3 групи)
  - відділення інтенсивної терапії та реанімації, післяопераційні відділення та палати, амбулаторії (3 група)
- тривала або повторно-короткочасна ШВЛ для новонароджених і дітей першого року життя
  - відділення інтенсивної терапії та реанімації, післяопераційні відділення та палати, відділення анестезіології (4, 5 групи)

Апарати спеціального призначення:
- оживлення новонароджених
  - пологові блоки (5 група)
- швидка допомога для дорослих і дітей
  - транспортні засоби, місця уражень, польові умови (3, 4 групи)
- ШВЛ при бронхоскопії
  - відділення ендоскопії й анестезіології (3 група)
- ШВЛ при наркозі
  - відділення анестезіології (2, 3 групи).[1]

## В Україні
У 2019—2020 роках апарати ШВЛ зокрема використовувалися при лікуванні важких випадків коронавірусної хвороби.
До початку епідемії коронавірусу в Україні нараховувалося близько 3500 апаратів ШВЛ (більшість із них були вироблені на українському заводі «Буревісник»), їх планується залучити до лікування хворих. З цієї кількості близько 620 в інфекційних лікарнях. Апаратів ШВЛ потребують п'ять зі ста пацієнтів. А двоє з тисячі пацієнтів потребують спеціальної версії апарату — портативний апарат штучної легені ЕКМО. Таких в Україні загалом 15. Апарат ЕКМО використовували також під час епідемії свинячого грипу.
Ілон Маск оголосив, що його заводи Тесла можуть виробляти апарати ШВЛ. Він пообіцяв безкоштовно передати апарати у лікарні для лікування коронавірусної хвороби. Посольство України в США та ще кілька осіб звернулися до Ілона про допомогу.

### Відео
- Як працює апарат ШВЛ[недоступне посилання з листопад 2021]